# Ianthocincla bieti
Ianthocincla bieti é uma espécie de ave da família Leiothrichidae.
É endémica da China.
Os seus habitats naturais são: florestas temperadas.
Está ameaçada por perda de habitat.